# 聖母子と男性
『聖母子と男性』（せいぼしとだんせい、伊: Madonna col Bambino e una figura maschile、英: Madonna and Child with a Man）、または『聖家族』（せいかぞく、伊: Sacra Famiglia、英: Holy Family）は、イタリア盛期ルネサンスの画家ブラマンティーノが1503-1510年に板上に油彩で描いた絵画である。1896年以来、ミラノのブレラ美術館に所蔵されている。絵画は以前、チェーザレ・モンティ枢機卿のコレクションにあったが、1650年にミラノ大司教に遺贈された。それ以前の来歴はわかっていないが、その小さなサイズのため個人祈祷用に意図されたものであると提言されている。描かれている人物の特定には不明瞭な点がある作品である。

## 作品
ブラマンティーノは宗教的主題の作品に独自のアプローチをする画家である。本作では、「聖家族」の主題が「エジプト逃避途上の休息」と組み合わされている。幼子イエス・キリスト、聖ヨセフ、大きなピンク色のターバンを巻いた聖母マリアが前景で休息している。背景で彼らは歩んでおり、イエスは『ヨハネの黙示録』に記述されているように龍 (画面には見えない) をならしている。背景の左側の人物たちは東方三博士であるのかもしれない。あるいは、聖アンナとヨアキムの出会いを表しているのかもしれない。
X線調査により、画面左側の男性は聖ヨセフを肖像に描きなおしたものだということが判明している。サン・ナザーロ・イン・ブローロ教会のトリヴルツィオ礼拝堂にある肖像との比較で、左側の男性は画家の最も重要な庇護者であったジャン・ジャコモ・トリヴルツィオである可能性がある。